# إد حماد أو براهيم (آيت الرخا)
إد حماد أو براهيم هي إحدى مشيخات المملكة المغربية، تتبع جغرافيا لإقليم سيدي إفني وإداريًا لآيت الرخا. يقدر عدد سكانها بـ 2406 نسمة حسب الإحصاء الرسمي للسكان والسكنى لسنة 2004.